# Lawrence Kasdan
Lawrence Edward Kasdan (* 14. ledna 1949) je americký scenárista, režisér a producent. Je znám jako spoluautor filmů Star Wars: Epizoda V – Impérium vrací úder, Dobyvatelé ztracené archy a Star Wars: Epizoda VI – Návrat Jediů. Kasdan se taky podílel na psaní Star Wars: Síla se probouzí a bude se podílet na spin-off sérii o Hanu Solovi.
Byl nominovaný na tři Oskary: dvakrát za Nejoriginálnější scénář (Velké rozčarování a Grand Canyon) a jednou za Nejlepší scénář k adaptaci (Náhodný turista). Je otcem režisérů Jake Kasdana a Jon Kasdana, a nevlastním otcem muzikantky Inara George.

## Raný věk
Kasdan se narodil v Miami na Floridě, jako syn Sylvie Sarah (rozené Landau), poradkyně pro zaměstnání, a Clarence Normana Kasdana, který vedl maloobchodní prodejny s elektronikou. Jeho bratr je spisovatel/producent Mark Kasdan. Pochází z židovské rodiny. Byl vychován v Morgantownu v Západní Virginii, kde v roce 1966 vystudoval Morgantownskou střední školu.[zdroj?]
Promoval na University of Michigan v oboru pedagogie, a původně plánoval, že bude učitelem angličtiny. Ještě během svých studií vyhrál Hopwoodovu cenu v psaní. Byl studentem profesora Kenetha Rowa.

## Kariéra
Po promoci nemohl Kasdan sehnat místo učitele a tak se stal reklamním kreativcem - profesí, která ho nebavila, ale ve které vydržel pět let (a dokonce za ni získal cenu Clio), nejprve v Detroitu a pak v Los Angeles, kde se snažil zaujmout Hollywoodské scenáristy.
Kasdan vstoupil do světa filmu v polovině 70. let 20. století, a to až po 67 odmítnutích, kdy byl jeho scénář Osobní strážce prodán společnosti Warner Bros. a měla v něm hrát Diana Ross a Steve McQueen. Scénář se pak ale dlouho přepracovával a stal se jedním z „nejlepších nedodělaných scénářů v Hollywoodu“; až byl nakonec v roce 1992 konečně zfilmován - v hlavní rolí s Whitney Houston a Kevinem Costnerem.
Poté, co prodal Stevenovi Spielbergovi svůj scénář k filmu Propastný rozdíl ho George Lucas pověřil napsáním scénáře Dobyvatelé ztracené archy. Lucas potom ještě pověřil Kasdana, aby dokončil scénář ke Star Wars: Epizoda V – Impérium vrací úder (1980) po tom, co zemřel Leigh Brackett, který napsal první draft scénáře. Kasdan debutoval jako režisér ve filmu Žár těla (1981), ke kterému sám napsal scénář. Lucas později pověřil Kasdana, aby napsal scénář k dílu Star Wars: Epizoda VI – Návrat Jediů (1983).
Kasdan se proslavil jako scenárista i jako režisér a to v různých žánrech - od westernů a romantických komedií až po myšlenkově provokativní dramata. Byl čtyřikrát nominovaný na Oscara za scénáře k filmům:Velké rozčarování, Grand Canyon a Náhodný turista, za který získal i nominaci za nejlepší snímek. Grand Canyon vyhrál Zlatého medvěda na 42. Berlínském mezinárodním filmovém festivalu.
Do svých filmů obsadil šestkrát Kevina Kline, čtyřikrát William Hurta a třikrát Kevina Costnera a Jamese Gammona.
Mezi lety 1994 a 2003, se mu nedařilo natáčet příliš kasovních trháků, na rozdíl od hitů, které měl v 80. letech; mezi tyto filmy patří například Wyatt Earp a Pavučina snů, založená na stejnojmenném bestselleru Stephena Kinga. Obrat nastal v roce 1995 filmem Francouzský polibek, který celosvětové vydělal přes 100 milionů dolarů.
Zahrál si miniroli ve filmu Kámoš k pohledání, kde hrál právníka vedlejší postavy a taky miniroli v komedii James L. Brookse Lepší už to nebude, kde hrál otráveného psychiatra hlavní postavy hrané Jackem Nicholsonem. V roce 2001, Kasdan získal cenu Významný scenárista na Filmovém festivalu v Austinu. V roce 2006, Kasdan obdržel Laurelovu cenu za přínos scenáristice od Asociace amerických spisovatelů.
V roce 2012 Kasdan režíroval drama Darling Companion, ve kterém hrála Diane Keatonová a Kevin Kline.
V říjnu 2013 bylo ohlášeno, že JJ Abrams začal pracovat na scénáři k Star Wars Epizoda VII (Star Wars: Síla se probouzí) společně s Kasdanem poté, co odešel Michael Arndt. V listopadu 2015 Kasdan prohlásil, že bude pracovat ještě na filmu s příběhem o Hanu Solovi, ale pak už opustí vesmír Star Wars a nebude pracovat na Epizodách VIII/IX.

## Filmografie
| Year | Title                                      | Notes                                                    |
| ---- | ------------------------------------------ | -------------------------------------------------------- |
| 1980 | Star Wars: Epizoda V – Impérium vrací úder | scenárista                                               |
| 1981 | Dobyvatelé ztracené archy                  | scenárista                                               |
| 1981 | Žár těla                                   | scenárista, režisér                                      |
| 1981 | Propastný rozdíl                           | scenárista                                               |
| 1983 | Star Wars: Epizoda VI – Návrat Jediů       | scenárista                                               |
| 1983 | Velké rozčarování                          | scenárista, režisér a výkonný producent                  |
| 1985 | Silverado                                  | scenárista, režisér a producent                          |
| 1988 | Náhodný turista                            | scenárista, režisér a producent                          |
| 1990 | Miluji tě k smrti                          | režisér                                                  |
| 1991 | Grand Canyon                               | scenárista, režisér a producent                          |
| 1992 | Osobní strážce                             | scenárista a režisér                                     |
| 1994 | Wyatt Earp                                 | scenárista, režisér a producent                          |
| 1995 | Francouzský polibek                        | režisér                                                  |
| 1999 | Úspěšný Mumford                            | scenárista, režisér a producent                          |
| 2003 | Pavučina snů                               | scenárista, režisér a producent                          |
| 2012 | Darling Companion                          | scenárista, režisér a producent                          |
| 2015 | Star Wars: Síla se probouzí                | scenárista                                               |
| 2018 | Nepojmenovaný film z Antologie Hana Sola   | spoluautor scénáře (se svým synem Jon Kasdan), producent |